# Остонов, Сафар Остонович
Сафар Остонович Остонов (род. 13 октября 1948 года, Самаркандский район, Самаркандская область, УзССР, СССР — 8 июня 2021 года, Узбекистан) — журналист, главный редактор газет «Голос Узбекистана» и «Узбекистон овози», Заслуженный журналист Узбекистана, депутат Законодательной палаты Олий Мажлиса.

## Биография
Родился 13 октября 1948 года в Самаркандской области. В 1972 году окончил отделение журналистики Ташкентского государственного университета, получив высшее образование по специальности «журналист». В 1971 году начал работать корректором в республиканской молодёжной газете. В 1990—1996 годах работал главным редактором газет «Спорт» и «Футбол Узбекистана». Позже, с 1996 по 2002 год занимал должность консультанта в Аппарате президента Узбекистана. В 2002 году был назначен главным редактором газет «Ўзбекистон овози» и «Голос Узбекистана». В 2019 году был избран депутатом Законодательной палаты Олий Мажлиса от НДПУ. Являлся членом Союз писателей Республики Узбекистан.

## Награды
В 1999 году был удостоен звания «Заслуженный журналист Узбекистана».